# Самар (море)
Са́мар (таг. и англ. Samar) — небольшое межостровное море в Филиппинском архипелаге, ограниченное островами Самар на востоке, Лейте на юге, Масбате на западе и Лусон на севере. Относится к Тихому океану. Площадь моря составляет 3870 км², средняя глубина — 200 м.
На севере море соединяется с Филиппинским морем через пролив Сан-Бернардино, на юго-востоке — с заливом Лейте через пролив Сан-Хуанико, юго-западе — с морем Висаян через пролив Масбат, на северо-западе — с морем Сибуян через пролив Тикао. В акватории моря расположено множество островов, в том числе острова Альмагро, Билиран, Тикао, Нина, Дарам и другие. На юге моря расположена бухта Каригара. Города на побережье: Кальбаог, Катбалоган, Райт, Каригара (остров Самар), Катаинган (Масбат), Наваль, Сан-Хасинто (Тикао).
Море Самар претерпело значительное уменьшение морских ресурсов, иногда характеризуемое как экоцид. По состоянию на 1981 год в его водах насчитывалось 50 видов промысловых рыб, но в течение последующих 10 лет это число сократилось до десяти из-за чрезмерного вылова (в частности, с использованием динамита). Средний дневной улов сократился с 30 кг в сутки в 1960-е годы до 8 кг в сутки в 1981 году и до 3,5 кг в сутки в 1991 году. После исчезновения крупной хищной рыбы рыбаки приступили к отлову более мелких видов, что привело к резкому увеличению популяции медуз.
Вырубка лесов на окружающих море островах привела к увеличению смыва почвы с обнажающихся гор и образованию ила, который заполняет коралловые рифы. В нормальном состоянии остаётся только около 5 % рифов. Другим следствием увеличения количества ила являются так называемые красные приливы, вызванные в данном случае паралитическим отравлением моллюсков. Первый такой прилив наблюдался на море Самар в 1983 году.